# رادک اسلونچیک
رادک اسلونچیک (چکی: Radek Slončík؛ زادهٔ ۲۹ مهٔ ۱۹۷۳) بازیکن فوتبال اهل جمهوری چک بود.
از باشگاه‌هایی که در آن بازی کرده‌است می‌توان به باشگاه فوتبال اسپارتا پراگ، باشگاه فوتبال بانیک استراوا، و باشگاه فوتبال اویپشت اشاره کرد.
وی همچنین در تیم‌های ملی فوتبال زیر ۲۱ سال جمهوری چک و جمهوری چک بازی کرده‌است.